# Ібн аль-Асір
ІззуддІн Абуль-Ха́сан А́лі ібн Муха́ммад аль-Джазірі, більш відомий як Ібн аль-Асір (араб.علي بن مُحمَّد بن عبد الكريم بن عبد الواحد الجزري الشيباني12 ;травень 1160- червень 1233)— один з найбільш відомих арабо-мусульманських істориків курдського походження з роду Ібн Асірів. Можна також зустріти таку транскрипцію його імені(зокрема російською мовою):Ібн аль-Атір та Ібн аль-Афір.

## Біографія
Згідно з виданням Британської енциклопедії(Encyclopaedia Britannica) історик народився в місті Джизре(тур. Cizre)- нині турецьке місто в провінції Ширнак, за часів імперії Сельджуків. У віці двадцяти одного року Ібн аль-Асір разом зі своїм батьком переїхав до Мосула, щоб продовжити навчання. У цьому місці на півночі Іраку він і провів більшу частину свого життя, присвятивши його вивченню історії та ісламських традицій. Навчався також в Єрусалимі і Дамаску, часто подорожував до Аравії, Сирії та Палестини.Деякий час перебував в Сирії разом з армією Саладіна під час їх боротьби з хрестоносцями. Крім цього, Ібн аль-Асір виконував дипломатичні доручення багдадських халіфів. В будинку історика збирались кращі вчені і літератори того часу.

## Сім'я
Батько Ібн аль-Асіра обіймав посаду при Зангідах Мосула й тому мав досить великий життєвий досвід, який часто ставав у пригоді його синові, коли той писав чергову працю. Старший брат історика-Маджд аль-Дін Ібн аль-Асір(1149—1210)-працював у Мосулі і був відомим вченим, написав збірник висловів і актів пророка Мухаммеда та словник незрозумілих термінів у збірниках Хадісів (розповіді Мухаммада та його послідовників). Молодший брат- Шіян аль-Дін Ібн аль-Асір (1163—1239)-був відомим автором і літературним критиком, працював на Саладіна і став візиром сина Саладіна Аль-Маліка аль-Афгаля.

## Праці
- «Історія атабеків сирійських» («Ат-таріх аль-ба́хір фі ад-да́улят аль-атабікійа»; араб. التاريخ الباهر في الدولة الاتابكية‎), видана під назвою «Geschichte der Atabekiden» (1793), уривки переклав Рено. Опис праці:«Автор, розповівши всю історію правління Нуреддіна до 1174 року, коли султан Мосула, побачивши явну зраду свого намісника в Єгипті, Саладіна, який відмовився допомагати йому проти християн, розпочав похід проти нього в Єгипет, але помер на шляху в Дамаск, маючи від роду 58 місячних років, приводить розповідь медика про його смерті, а потім зупиняється довго на описі характеру і звичаїв Нуреддіна.»[8]
- «Досконала історія» («Аль-каміль фі т-таріх»; араб. الكامل في التاريخ‎)-головна праця Ібн аль-Асіра в 12 томах, що являє собою загальну історія від створення світу до 1230 р.; праця була видана Торнбергом: «Ibn el Atheri Chronicon» (1851—1871); уривки у французькому перекладі -Рено (Reinaud) при «Histoire des croisades» Мішо (1829) і в «Recueil des historiens des croisades» (вид. академії написів, 1858, 1887); уривки в "Hist. de l'Afrique sous la dynastie Aghiabide par Ibn Khaldoun "(Париж, 1841); повні східні видання: Булак (1872), Каїр (1881). Причому умовно перша частина праці (до 922—923) — перероблений виклад «Історії пророків і царів» Ат-Табарі, але із залученням додаткових джерел, інша ж (до 1231) — самостійний твір. Праця автора базується переважно на дослідженнях істориків попередніх століть, однак містить в собі описи очевидців та спостереження самого Ібн аль-Асіра.
- «Кіта́б аль-луба́б» (араб. اللباب في تهذيب الانساب‎), уривки видані Вюстенфельдом під назвою: «Specimen al-Lobabi, sive Genealogiarum» (Геттінген, 1835).
- «Леви лісу: свідчення про сподвижників пророка Мухаммеда» («Асад аль-Габат фі мааріфат ас-Сахаб»; араб. أسد الغابة في معرفة الصحابة) — відомості про 7500 сподвижників Мухаммеда, видано в Каїрі (1869).